# موريسفيل (كارولاينا الشمالية)
موريسفيل (بالإنجليزية: Mooresville, North Carolina)‏ هي منطقة سكنية تقع في الولايات المتحدة في مقاطعة آيرديل، كارولاينا الشمالية. يقدر عدد سكانها بـ 32,711 نسمة ومساحتها 38.1 كم2 وترتفع عن سطح البحر 282 متر.

## التركيبة السكانية
حدّد مكتب تعداد الولايات المتحدة بيانات التركيبة السكانية لموريسفيل في تعداد الولايات المتحدة. في ما يلي، التركيبة السكانية حسب تعدادي 2000 و2010.

### تعداد عام 2000
بلغ عدد سكان موريسفيل 18,823 نسمة بحسب تعداد عام 2000، وبلغ عدد الأسر 7,139 أسرة وعدد العائلات 5,082 عائلة مقيمة في البلدة. في حين سجلت الكثافة السكانية 294.2 نسمة لكل كيلومتر مربع (762.0/ميل2). وبلغ عدد الوحدات السكنية 7,741 وحدة بمتوسط كثافة قدره 121 لكل كيلومتر مربع (313.4/ميل2).
وتوزع التركيب العرقي للبلدة بنسبة 81.54% من البيض و14.23% من الأمريكيين الأفارقة و0.36% من الأمريكيين الأصليين و1.66% من الأمريكيين ذوي الأصول الآسيوية و0.02% من سكان جزر المحيط الهادئ و1.14% من الأعراق الأخرى و1.06% من عرقين مختلطين أو أكثر و2.55% من الهسبانيون أو اللاتينيون من أي عرق.
بلغ عدد الأسر 7,139 أسرة كانت نسبة 42.2% منها لديها أطفال تحت سن الثامنة عشر تعيش معهم، وبلغت نسبة الأزواج القاطنين مع بعضهم البعض 54.9% من أصل المجموع الكلي للأسر، ونسبة 12.7% من الأسر كان لديها معيلات من الإناث دون وجود شريك، بينما كانت نسبة 3.6% من الأسر لديها معيلون من الذكور دون وجود شريكة وكانت نسبة 28.8% من غير العائلات. تألفت نسبة 24% من أصل جميع الأسر من عدة أفراد يعيشون في نفس المنزل ونسبة 8.1% كانت تتألف من شخص يعيش بمفرده يبلغ من العمر 65 عاماً أو أكثر. وبلغ متوسط حجم الأسرة المعيشية 2.58، أما متوسط حجم العائلات فبلغ 3.09.
بلغ العمر الوسطي للسكان 33.8 عاماً. وكانت نسبة 28.7% من القاطنين تحت سن الثامنة عشر، وكانت نسبة 7.3% بين الثامنة عشر والرابعة والعشرين عاماً، ونسبة 34.2% كانت واقعةً في الفئة العمرية ما بين الخامسة والعشرين والرابعة والأربعين عاماً، ونسبة 18.2% كانت ما بين الخامسة والأربعين والرابعة والستين، ونسبة 9.5% كانت ضمن فئة الخامسة والستين عاماً فما فوق. يوجد لكل 100 أنثى 95.0 ذكر، ويوجد لكل 100 أنثى في الثامنة عشر من عمرها فما فوق 90.8 ذكر.
بلغ متوسط دخل الأسرة في البلدة 42,927 دولارًا، أما متوسط دخل العائلة فبلغ 51,000 دولارًا. وكان متوسط دخل الذكور 39,518 دولارًا مقابل 24,939 دولارًا للإناث. وسجل دخل الفرد الخاص بالبلدة 20,565 دولارًا. وكانت نسبة 5.6% من العائلات ونسبة 7.2% من السكان تحت خط الفقر، وكان من هؤلاء نسبة 7.6% تحت سن الثامنة عشر ونسبة 12.3% في الخامسة والستين من العمر وما فوق.

### تعداد عام 2010
بلغ عدد سكان موريسفيل 32,711 نسمة بحسب تعداد عام 2010، وبلغ عدد الأسر 12,374 أسرة وعدد العائلات 8,405 عائلة مقيمة في البلدة. في حين سجلت الكثافة السكانية 511.3 نسمة لكل كيلومتر مربع (1,324.3/ميل2). وبلغ عدد الوحدات السكنية 13,655 وحدة بمتوسط كثافة قدره 213.5 لكل كيلومتر مربع (553.0/ميل2).
وتوزع التركيب العرقي للبلدة بنسبة 80.18% من البيض و10.90% من الأمريكيين الأفارقة و0.50% من الأمريكيين الأصليين و3.28% من الأمريكيين ذوي الأصول الآسيوية و0.04% من سكان جزر المحيط الهادئ و2.67% من الأعراق الأخرى و2.43% من عرقين مختلطين أو أكثر و6.88% من الهسبانيون أو اللاتينيون من أي عرق.
بلغ عدد الأسر 12,374 أسرة كانت نسبة 40.8% منها لديها أطفال تحت سن الثامنة عشر تعيش معهم، وبلغت نسبة الأزواج القاطنين مع بعضهم البعض 49.7% من أصل المجموع الكلي للأسر، ونسبة 13.6% من الأسر كان لديها معيلات من الإناث دون وجود شريك، بينما كانت نسبة 4.7% من الأسر لديها معيلون من الذكور دون وجود شريكة وكانت نسبة 32.1% من غير العائلات. تألفت نسبة 25.2% من أصل جميع الأسر من عدة أفراد يعيشون في نفس المنزل ونسبة 7.4% كانت تتألف من شخص يعيش بمفرده يبلغ من العمر 65 عاماً أو أكثر. وبلغ متوسط حجم الأسرة المعيشية 2.61، أما متوسط حجم العائلات فبلغ 3.17.
بلغ العمر الوسطي للسكان 34.2 عاماً. وكانت نسبة 28.4% من القاطنين تحت سن الثامنة عشر، وكانت نسبة 9% بين الثامنة عشر والرابعة والعشرين عاماً، ونسبة 30.3% كانت واقعةً في الفئة العمرية ما بين الخامسة والعشرين والرابعة والأربعين عاماً، ونسبة 22.5% كانت ما بين الخامسة والأربعين والرابعة والستين، ونسبة 9.8% كانت ضمن فئة الخامسة والستين عاماً فما فوق. وتوزع التركيب الجنسي للسكان بنسبة 48.5% ذكور و51.5% إناث.

## المدن التوأمة
مدينة هوكنهايم هي مدينة توأمة لـموريسفيل (كارولاينا الشمالية).

## أعلام
- نيلسون رويال
- جيفري إيرنهارد
- سلمى بيرك
- جويل كوفمان
- رالف مودي
- رودني تشايلدرز
- تيم اندروز